# Meliboeus episcopalis
Meliboeus episcopalis es una especie de escarabajo del género Meliboeus, familia Buprestidae. Fue descrita científicamente por Mannerheim en 1837.